# Абд ел Малик ибн Марван
`Абд ел Малик ибн Марван ((језик: арапски) ‘Абд ал Малик ибн Марвāн; 646–705) био је 5. по реду омејадски калиф.
Абд ел Малик, који се описује као изузетно образован и просвећен владар, је на место калифа је дошао након абдикације свог оца Марвана I. Прве године владавине му је обележила Друга Фитна, односно настојање да уједини исламско царство раздирано верским и политичким сукобима.
Упркос томе, Калифат је био довољно снажан да године 686. покрене велики поход на Сјеверну Африку током кога су поражени Византијци и Бербери и повраћена муслиманска Ифрикија. Походи у Африци су се наставили за целог времена Абд ел Маликове владавине, при чему је 695. заузета Картагина, а до 705. цела северна обала Африке (са изузетком Сеуте) стављена под арапско-муслиманску власт.
Године 692. је угушио устанак у Хеџасу, који је предводиоводио Абд ибн ел Зубајр, при чему су његове трупе, које је водио Ел Хаџаџ ибн Јусуф, опселе и заузеле Меку. Нешто касније је угушен устанак у данашњем Ираку, а Ел Хаџаџове трупе су одатле кренуле на данашњи Туркестан који је великим делом стављен под арапско-муслиманску контролу.
Абд ел Малик је последње године живота провео у релативном миру па је могао да се посветити унутрашњим реформама. Од њих је најважнија било увођење арапског као службеног језика у целом Калифату. Осим тога је увео нову поштанску службу, па је, у настојању да поправи оштећења Ћабе у борбама, увео обичај да се прекрива свилом. Најпознатији је, међутим, по томе што је да се у Јерусалиму сагради Куполу на стени.
Наследио га је син Ел Валид I, а још три његова су касније такође постали калифи.
Ибн Халдун је у 14. веку је описао Абд ел Малика као једног од највећих и најуспешнијих муслиманских владара.